# Apostolepis ambiniger
Apostolepis ambiniger är en ormart som beskrevs av Peters 1869. Apostolepis ambiniger ingår i släktet Apostolepis och familjen snokar. Inga underarter finns listade i Catalogue of Life.
Arten förekommer i västra Brasilien, Bolivia och Paraguay.